# Nabdoghin
Nabdoghin est une localité située dans le département d'Absouya de la province de Bassitenga dans la région de Oubri au Burkina Faso.

## Santé et éducation
Le centre de soins le plus proche de Nabdoghin est le centre de santé et de promotion sociale (CSPS) d'Absouya tandis que le centre médical avec antenne chirurgicale (CMA) de la province se trouve à Ziniaré.
Le village possède une école primaire publique.